# Tjust

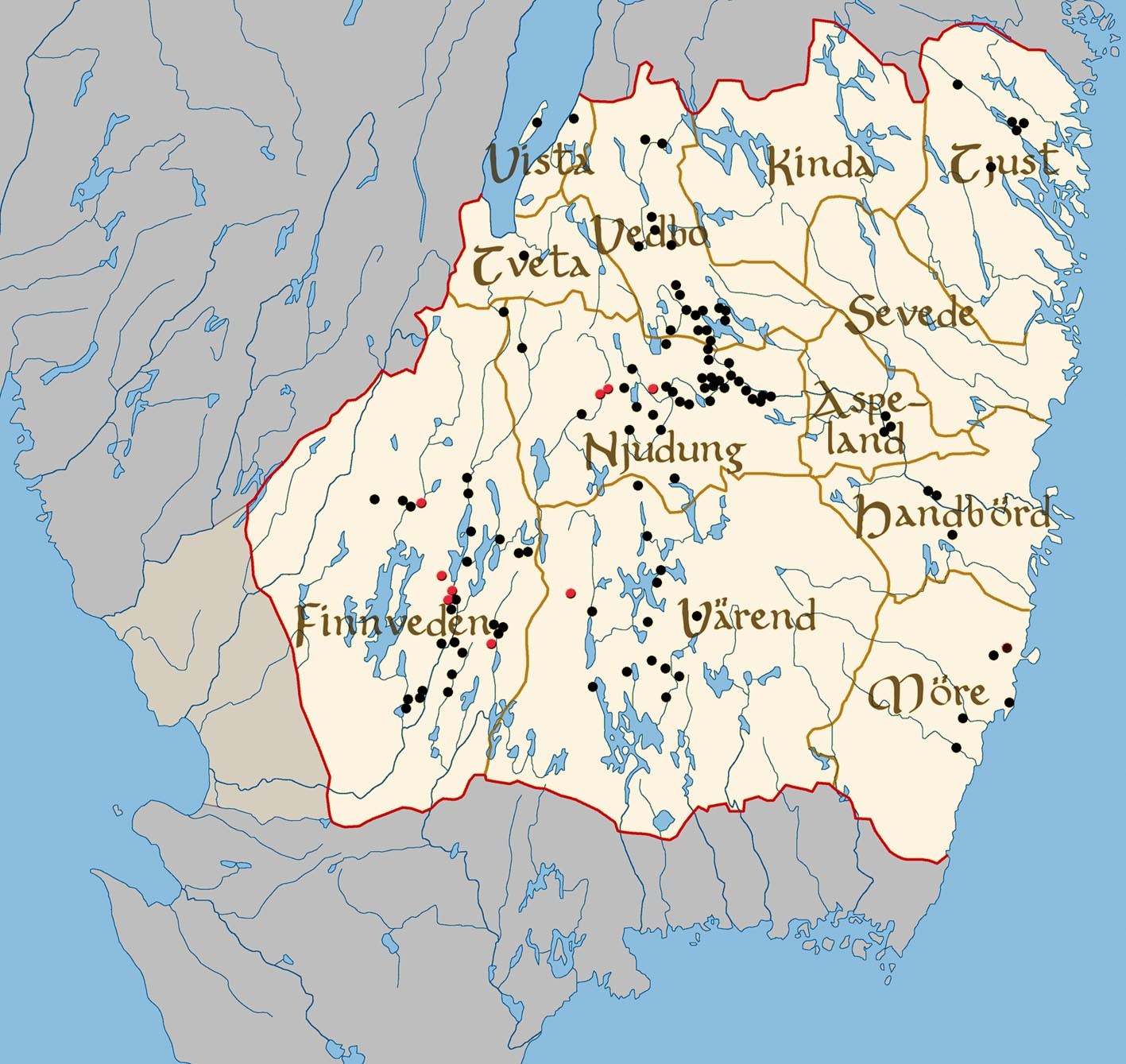
Tjust i nordost bland de olika bygderna i vikingatidens Småland. Punkterna anger landskapets runstenar, de röda med texter om långväga färder.

Tjust är ett område som ursprungligen var ett av de små landen som så småningom kom att bilda dagens Småland. De små landen i Småland kallas ”folkland” av nutida forskare, även om det fornsvenska och fornisländska ordet “folkland” inte används i medeltida källor om de småländska landen.
Tjusts härad hade fram till år 1675 en häradsrätt. Området delades i två härader, Norra Tjusts härad och Södra Tjusts härad men oftast var de bägge häraderna förenade i ett tingslag, med tingsplats i Gamleby.
Tjust, eller Tjustbygden, är idag närmast synonymt med Västerviks kommun med socknarna: Blackstad, Dalhem, Gamleby, Gladhammar, Hallingeberg, Hjorted, Lofta, Loftahammar, Odensvi, Törnsfall, Ukna, Västra Ed och Västrum. Det historiska området omfattar även Locknevi socken i Vimmerby kommun och de 1971 till Östergötlands län överförda socknarna Gärdserum och Hannäs som numera utgör Smålandsdelen av Åtvidabergs kommun samt Tryserum och Östra Ed som på samma sätt är Smålandsdelen av Valdemarsviks kommun.

## Namnet
Två huvudsakliga teorier finns angående namnets ursprung.
Den tidigaste tolkningen var att namnet bör sammanställas med fornsvenska þiuþ, "folk" (som i Svithjod, "svearnas folk") och ett sta, "plats, ställe".
Motståndare till detta (t.ex. Otto von Friesen och Lennart Moberg) menade dock att namnet Tjust- som ortnamnsförled var alltför vanligt och att betydelsen folk inte passade in.
Von Friesen föreslog 1926 istället att namnet bör förknippas med ett fornvästnordiskt þjóstr, "häftighet, våldsamhet", som syftar på brusande vatten. Von Frisens förslag var att det borde vara ån nära Gursten.
Betydelsen anammades av Moberg 1947, dock menade han att det borde vara Loftaån som åsyftades.
1959 fick dock denna tolkning revideras, då runsten Sö40 (Södermanlands_runinskrifter_40) plockades fram ur Västerljungs kyrka. På stenen nämns Tjust för första gången och skrevs þiusti. Dess avslutande i markerar att ordet är ett grammatiskt maskulint ord vilket inte stämmer med å vilket är ett feminint ord.
Antagligen var det detta som fick Moberg att 1962 skriva om sitt förslag:
Namnet Tjust böjs under medeltiden som ett maskulinum i likhet med fjärd- och viknamn. Men bakom fjärdnamnet kan ha legat ett feminint ånamn Thiust, buret av den i den förhistoriska fjärden mynnande ån, d.v.s. Loftaån i dess nuvarande övre lopp.
Det kan ha använts på Loftaåns övre lopp och sedan överförts på den havsvik, en arm av Gudingefjärden, som förr sträckte sig långt in i landet i vad som nu är Loftaåns nedre dalgång. Ända fram till de första århundradena v.t. kunde fjärden befaras med båt ända till byn Tingstad, vars namn anger att det varit en gammal samlingsplats. Namnet på viken, förslagsvis fornsvenska *Thiuster, kunde lätt ha kommit att användas för hela bygden och hela "landet".

(Ovanstående tolkning baseras på Svenskt Ortnamnslexikon som i sin tur baseras på Mobergs förslag från 1962).
I sin bok Getica från 500-talet v.t. räknade den romersk-gotiske historieskrivaren Jordanes upp olika folkslag i södra Skandinavien som hallin, finnaithae och theustes, vilket brukar tolkas som "hallänningar", "finnvedingar" och "tjustbor".  Området omnämns i Florenslängden, ursprungligen från 1103, i sin latinska form "Teuste".
Josef Svennung skrev 1964 en artikel om »De nordiska folknamnen hos Jordanes«. Här går han igenom tidigare förslag med sina egna kommentarer. När det gäller "theutes" avslutade han med detta förslag:   
Alldeles omöjligt är kanske slutligen ej, att ett namn t{h)eutes kan ha något samband med teutones (även skrivet teutoni). Detta folk har förlagts till Jylland. Man jämföre namnparen Burgundii—Burgundiones, Franci—Francones, Frisii—Fris(i)ones, Got(h)i—Gutones.

## Geografi
Området är särpräglat, och skiljer sig från angränsande delar av Smålandskusten. Det domineras av ett flertal långsträckta sprickdalar som sträcker sig över landskapet och fortsätter ut i långa havsvikar. Förr i tiden drog människor sina båtar över smala landtungor mellan vikarna. Sådana genvägar mellan olika vatten kallades ed, vilket ord förekommer i flera av traktens ortnamn, såsom Hjorted, Östra Ed och Edsbruk. 
Mellan sprickdalarna ligger stora skogsområden med inslag av berghällar. Dessa var ogynnsamma för odling eller annan livnäring, så bebyggelsen koncentrerades till dalgångarna, kustområdena, och den utanför liggande skärgården.

## Regional tillhörighet
Tjustbygden är en av de bygder i Småland som ligger mest avskilt från övriga delar av landskapet, och har av tradition haft minst lika mycket samröre med det angränsande Östergötland. Detta har accentuerats under modern tid, då sjötransporter har förlorat i betydelse till förmån för landsvägstrafik. Exempelvis är avståndet till Linköping betydligt kortare än till större småländska städer som Kalmar och Växjö. 
Ett tydligt tecken på Tjusts långvariga orientering mot norr är bygdens särpräglade dialekt, som i lingvistisk mening inte är en småländsk dialekt, utan närmast att betrakta som variant av östgötska.